# 4085 Weir
4085 Weir è un asteroide della fascia principale. Scoperto nel 1985, presenta un'orbita caratterizzata da un semiasse maggiore pari a 2,6046066 UA e da un'eccentricità di 0,1096444, inclinata di 14,22932° rispetto all'eclittica.